# Новоподрезково (платформа)
Новоподре́зково — остановочный пункт на севере Москвы, в Новоподрезково Молжаниновского района.
Остановочный пункт находится на главном ходу Ленинградского направления Октябрьской железной дороги, между станциями «Молжаниново» (Москва) и «Подрезково» (Подмосковье, городской округ Химки). На Новозаводской улице в микрорайоне Подрезково городского округа Химки находятся две остановки общественного транспорта «Платформа Новоподрезково».

## История
Во время проведения электрификации и частичной модернизации Октябрьской железной дороги, в 1951 году, сооружена новая платформа, для улучшения транспортной доступности жителей Подмосковных населённых пунктов, получившая название «Новоподрезково».
Остановка имеет две основные посадочные платформы на 1-м и 2-м пути. На 3-м (среднем) пути в 1990-е годы, во время ремонта участка линии после оползня, была сооружена дополнительная короткая посадочная платформа на один вагон, которая не сохранилась.
На платформе № 1 (в сторону Москвы) расположена билетная касса, открытая в 2009 году. Для перехода между платформами используется пешеходный путепровод. Время в пути с Ленинградского вокзала около 35—40 минут.
С 23 апреля 2013 года ведется ремонт платформы. С апреля 2014 года по направлению движения электропоездов в Москву функционируют турникеты, по направлению из Москвы – с апреля 2019 года.

## Транспорт
Имеет выходы к 3-й Сестрорецкой улице и Новосходненскому шоссе (Верескино). В 10 минутах ходьбы от платформы Новоподрезково в сторону Подрезково находится автобусная остановка «Платформа Новоподрезково», где останавливаются автобусы 13, 15, 50, 465, 484.

## Галерея
- 4 апреля 2007 года.
- Строительство новой платформы, 18 августа 2013 года.
- Строительство новой платформы,18 августа 2013 года.
- Станция в марте 2021 года.
- Лестница пешеходного моста в марте 2021 года.
- Станция в марте 2021 года.

## Происшествия
- 2 декабря 2020 года в 11:55 во время замены пешеходного моста между платформами часть конструкции обломилась и повисла над путями.[3] Никто не пострадал. В результате обрушения было задержано 28 пригородных электропоездов и 2 «Сапсана». По результатам расследования центральное управление Ростехнадзора оштрафовало компанию, проводившую реконструкцию, на 100 тысяч рублей. Восстановительные работы проведены в тот же день.[4]